# 鳴門教育大学附属中学校
鳴門教育大学附属中学校（なるときょういくだいがく ふぞくちゅうがっこう）は、徳島県徳島市中吉野町にある国立中学校。通称「附中（ふちゅう）」。

## 概要
- 2015年10月19日、3年生が四国の伝統文化を学ぶ校外学習を香川県（善通寺・金刀比羅宮）で初めて行った[1]。お遍路さんへのお接待体験、四国八十八か所お砂踏み体験、戒壇めぐり体験、金刀比羅宮参り体験、うどん打ち体験を実施。
- 2016年3月10日、同校体育館で「灯の儀」を開催。「灯の儀」は、3年生が校長先生からキャンドルに灯を受け取り、3年生から1、2年生へと灯を受け渡すことで、同校の伝統を受け継いでいく儀式である。「灯の儀」は1956年から行っている「かがり火の集い」を引き継いだ行事である。「かがり火の集い」は、過去から未来に渡り、永遠に燃え続ける同校の伝統・文化を火に象徴させ、炎の前で巣立つ者と送る者が決意を誓い合う儀式である[2]。

## 沿革
- 1947年 （昭和22年）4月 1日 - 学校教育法の施行により、徳島師範学校男子部附属校・同女子部附属校にそれぞれ附属中学校が新設され、小学校と併置される。
- 1949. （昭和24.）4. 1 - 男子部・女子部両附属中学校を統合し、徳島師範学校附属中学校が設立され、師範学校本館および渭水寮の一部、旧女子附属校のバラック建て校舎に仮住まいを始める。
- 1949. （昭和24.）4. 24 - 保護者会設立総会開催される。
- 1950. （昭和25.）1. 18 - 学校復興会議開催される。
- 1950. （昭和25.）4. 1 - 徳島大学徳島師範学校附属中学校と改称される。
- 1951. （昭和26.）1. 1 - 雄名録・雄志録の揮毫始まる。以来現在に至るまで、本校の伝統行事として続けられる。
- 1951. （昭和26.）3. 4 - 「かがり火の集い」始まる。本校独自の行事として、毎年卒業式前夜に行っていた。現在「灯の儀」として継承される。
- 1951. （昭和26.）徳島大学学芸学部付属中学校と改称される。
- 1986.（昭和61.） - 徳島大学附属中学校が鳴門教育大学に移管され、鳴門教育大学学校教育学部附属中学校になる。
- 2004.（平成16.） - 国立大学法人化に伴い、鳴門教育大学附属中学校に名称変更。
- 2009.（平成21.） - 夏期休業に全教室空調工事実施。クーラー設置。
- 2012.（平成22.） - 職員室横に、エレベーター設置。

## 特徴
鳴門教育大学附属小学校からの進学者と、外部からの進学者で構成されている。学力は徳島県内トップクラスであり、徳島県内外の有名国公私立高校に進学する生徒がいる。徳島県立城東高校、徳島市立高校に進学する生徒が多く、徳島市立高校理数科（定員40名）の定員の大部分を占め、毎年10人程度が徳島大学医学部へ進学している。

## 部活動

### 文化部
- 技術部[3]
- art部[3]
- 吹奏楽部[4](文化祭後で合唱部に切り替えられる)
- ボランティア部[5]

### 運動部
- 男女卓球部
- 男子ソフトボール部
- 男女サッカー部
- 男女バスケットボール部
- 女子バレーボール部
- 男女ソフトテニス部

## 生徒会
生徒会選挙（6月・11月）
- 会長 1名
- 副会長 2名
- 幹事 数名

（任期は前期間・後期間 6か月）

## 出身者
- 原秀樹（元徳島市長）
- 中山俊雄（小松島市長）
- 柴門ふみ（漫画家）
- 大高翔（俳人）
- 福岡晃子（ミュージシャン・チャットモンチー）
- RYOJI.M（作曲家）
- 西山登紀子（元日本共産党参議院議員）
- 榎本和生（東京大学大学院教授）
- バンデワーレ泰広（バルセロナオリンピック競泳ベルギー代表）
- 石川公一 (元オウム真理教幹部)
- 仁木博文（自民党衆議院議員）
- 三村量一（元判事・弁護士、長島・大野・常松法律事務所パートナー）
- 池光敏弘（NHK記者）
- 豊崎愛生（声優）

## アクセス
- JR徳島駅より徒歩約20分。